# Liste des maires de Lauzon
Liste des maires de Lauzon de 1867 à 1989. Cette ancienne ville (auparavant village et cité) a été fusionnée avec Lévis le 1er septembre 1989.

## Maires de Lauzon (1867-1989)

### Maires du village de Lauzon (1867-1910)
Le village a été fondé le 1er janvier 1867.
1. M. Joseph Désiré Lemieux, premier maire du Village de Lauzon (21-1-1867 au ?-1-1868).
2. M. François Édouard Verrault (?-1-1868 au 18-1-1870).
3. M. Guillaume Lamontagne (18-1-1870 au 23-1-1872).
4. M. Hubert Bourassa (23-1-1872 au 14-1-1875).
5. M. Charles Bourget (19-1-1875 au 27-1-1876).
6. M. François-Xavier Couillard (27-1-1876 au 3-4-1876)*.
7. M. Guillaume Charland (3-4-1876 au 15-1-1877)
8. M. François-Xavier Couillard 15-1-1877 au 23-1-1879)*.
9. M. William Charland (23-1-1879 au 21-1-1880).
10. M. Louis Ruel (21-1-1880 au 19-1-1881).
11. M. Théotime-Nazaire Couillard (19-1-1881 au 5-2-1883).
12. M. Georges Stanislas Vien (5-2-1883 au 2-2-1885)*.
13. M. Louis Carrier (2-2-1885 au 30-1-1888).
14. M. Rigobert Godrigue Bourget (30-1-1888 au 3-2-1890).
15. M. Magloire Larrivée (3-2-1890 au 7-12-1891).
16. M. Pierre Achille Bourget (7-12-1891 au 1-2-1892).
17. M. Alphonse Roy (1-2-1892 au 16-1-1893).
18. M. François-Xavier Couillard (16-1-1893 au 22-1-1894).*
19. M. Pierre Achille Bourget (22-1-1894 au 18-1-1895).
20. M. Georges Stanislas Vien (18-1-1895 au 16-7-1895).
21. M. Philippe Beaubien (16-7-1895 au 7-2-1898).
22. M. Moïse Leclerc (7-2-1898 au 28-1-1901).
23. M. Georges Stanislas Vien (28-1-1901 au 1-2-1904).
24. M. Alexandre Guay (1-2-1904 au 4-2-1907).
25. M. François-Xavier Couillard (4-2-1907 au 17-1-1910).
26. M. Télesphore J.G. Charland (17-1-1910 au 3-11-1910).

- Les maires de Lauzon-est :  Moîse Leclerc fut maire de 1897 à 1898 et Georges-Stanislas Vien de 1901 à 1904[1].
- Les maires ayant le plus de mandats :

1. François-Xavier Couillard a été élu 4 fois entre 1876 et 1894.
2. Georges Stanislas Vien a été élu 3 fois entre 1883 et 1904[2].
3. Pierre Achille Bourget a été élu 2 fois entre 1891 et 1895.

### Maires de la Ville de Lauzon (1910-1951)
La Ville de Lauzon a été fondée le 3 novembre 1910.
1. M. Télesphore J.G. Charland (3-11-1910 au 7-2-1916).
2. M. Joseph Lagueux (7-2-1916 au 5-2-1920).
3. M. Aurèle J. Dorval (5-2-1920 au 4-2-1936).
4. M. Louis-Philippe Ruel (4-2-1936 au 6-2-1940).
5. M. Ernest J. Bolduc (6-2-1940 au 3-2-1944).
6. M. J. Alphonse Allaire (3-2-1944 au 1-2-1949)[3].
7. M. Ernest J. Bolduc (1-2-1949 au 4-5-1950).
8. Dr Louis-Philippe Guay (4-5-1950 au 19-12-1951)[4].

### Maires de la Cité de Lauzon (1951-1980)
La Cité de Lauzon a été fondée le 19 décembre 1951.
1. Dr Louis-Philippe Guay (19-12-1951 au 23-5-1967)
2. M. Robert Guay (23-5-1967 au 10-10-1972)[5].
3. M. Roland Bernier (10-10-1972 au 27-12-1972).
4. M. Pierre-Émile Ruel (27-12-1972 au 7-11-1974).
5. M. Jean-Marc Lessard (7-11-1974 au 30-8-1980).

### Maires de la Ville de Lauzon (1980-1989)
La Cité de Lauzon redevient la Ville de Lauzon le 30 août 1980.
1. M. Jean-Marc Lessard (30-8-1980 au 15-11-1982).
2. M. Laurent Samson (15-11-1982 au 2-11-1986)[6].
3. M. Jean-Marc Lessard (10-11-1986 au 1-9-1989).

## Sources
- PADREM QUÉBEC - Ville de Lauzon 1.1.1867-1.9.1989.
- Les archives de la Société d'histoire de Lévis.